# خبرة

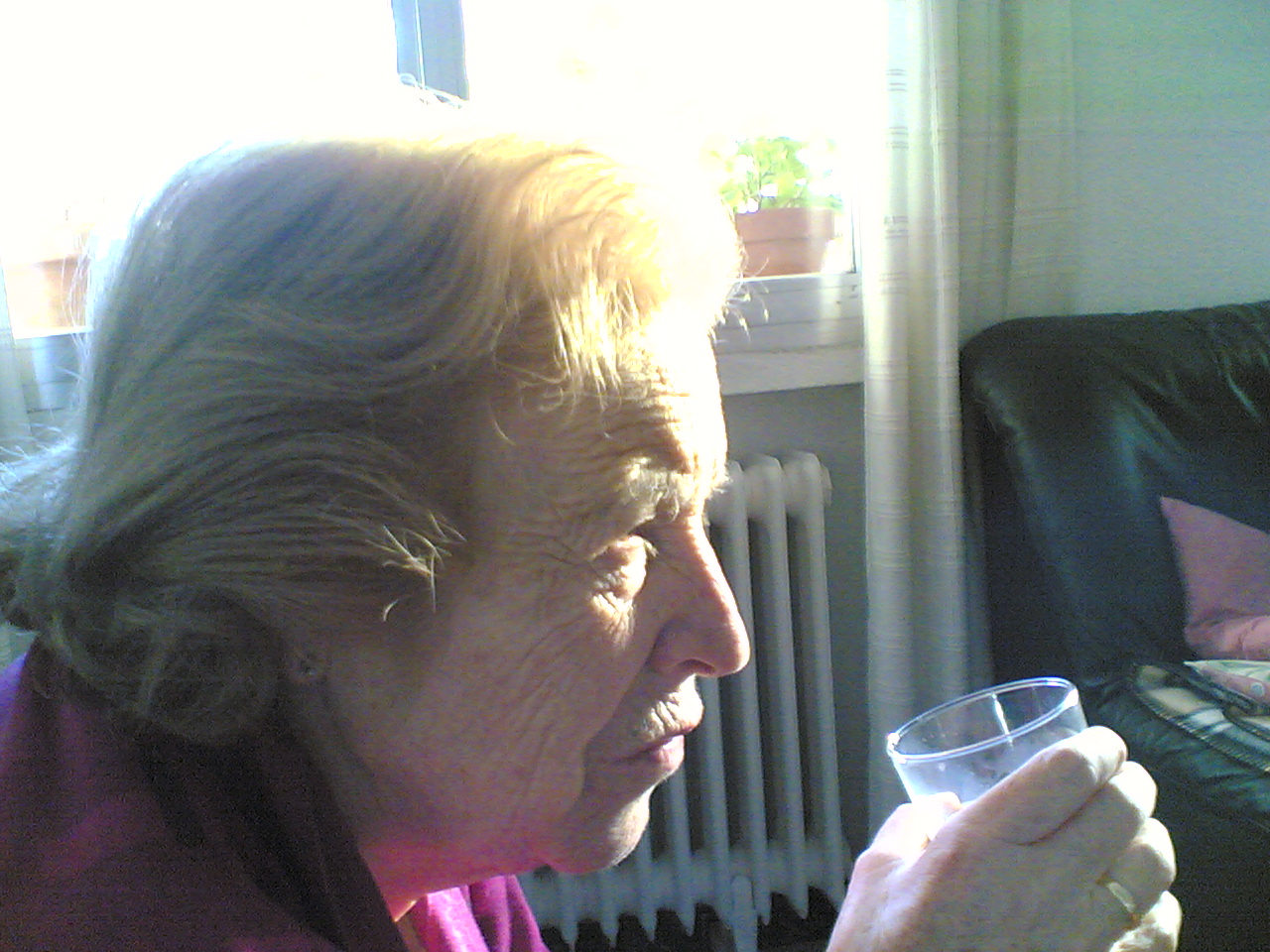

الخبرة هي المعرفة ببواطن الأمور. وهو مفهوم المعرفة أو المهارة أو قدرة الملاحظة لكن بأسلوب فطري عفوي عميق، عادة يكتسب الإنسان الخبرة من خلال المشاركة في عمل معين أو حدث معين، وغالبا ما يؤدي تكرار هذا العمل أو الحدث إلى تعميق هذه الخبرة وإكسابها عمقا أكبر وعفوية أكبر. لذلك تترافق كلمة خبرة غالبا مع كلمة تجربة.
تترافق كلمة خبرة أيضا بشكل خاص مع المعرفة الإجرائية (تطبيقية) أي معرفة كيفية عمل شيء ما وليس مجرد معرفة خبرية [الإنجليزية] (قولية) لذلك غالبا ما يصف الفلاسفة الخبرة على أنها معرفة تجريبية أو معرفة بعدية.
تطلق لفظ خبرة أيضا على ما يكتسبه المرء من التجارب الروحية الدينية (كالصوفية والبوذية)، كما إن السفر والسياحة للتعرف على ثقافات جديدة تعتبر مصدرا مهما لزيادة خبرة الإنسان.
الخبرة أيضا هي عبارة عن مجموعة الاخطاء التي اقترفتها في حياتك العملية وتستفيد منها في المستقبل.. اما الخبرة في مجال العمل فهو يطلق عليها المعرفة وتكتسب من الدراسة والممارسة..